# Meritxell Batet
Meritxell Batet Lamaña (pron. catalana: [məɾiˈtʃeʎ βəˈtɛt]; Barcellona, 19 marzo 1973) è una politica spagnola, membro del Partito dei Socialisti di Catalogna (PSC), professoressa di diritto costituzionale all'Università Pompeu Fabra, ex ministro del governo spagnolo ed ex Presidente del Congresso dei Deputati.
È stata deputata socialista per Barcellona per il PSC nelle legislature VIII, IX e X, deputata per Madrid per il PSOE nell'XI legislatura, e rieletta alle elezioni anticipate del 2016. Il 6 giugno 2018, è stata nominata da Pedro Sánchez Ministro della politica territoriale e della funzione pubblica nel nuovo governo nato dopo la caduta del governo Rajoy II. Il 21 maggio 2019 è stata eletta Presidente del Congresso dei Deputati.

## Biografia

### Istruzione e vita accademica
Ha studiato all'Escola Gravi di Barcellona e successivamente, grazie all'appoggio di alcune borse di studio, si è iscritta all'università.  Nel 1995 si è laureata in giurisprudenza presso l'Università Pompeu Fabra dove ha frequentato un dottorato presentando una tesi dal titolo: "Partecipazione, deliberazione e trasparenza nelle istituzioni e organi dell'Unione europea". Nel 1998 ha completato un corso post laurea in diritto immobiliare e di sviluppo urbano presso IDEC. Nel 2013 ha presentato il progetto di tesi di dottorato dal titolo "Il principio di sussidiarietà in Spagna".
Dal 1995 al 1998 è stata professoressa ordinaria di diritto amministrativo presso l'Università Pompeu Fabra ed è attualmente professoressa di diritto costituzionale.

### Carriera politica
Il suo primo contatto con la politica fu durante l'università, quando collaborò per 2 anni con Narcís Serra, allora primo segretario del PSC, che al tempo cercava qualcuno per coordinare la sua segreteria e che non fosse militante del partito. Dal 2001 al 2004 ha diretto la Fondazione Carles Pi i Sunyer per gli studi autonomi e locali di Barcellona.
Nel 2004, si candidò come indipendente nella nona posizione nella lista di Barcellona del Partito socialista della Catalogna per il Congresso dei Deputati guidata da José Montilla e venne eletta. Nel 2008 è entrata ufficialmente a far parte del PSC. Nelle elezioni legislative dello stesso anno ha occupato l'undicesima posizione della lista per Barcellona e ha rinnovato la sua posizione nella camera dei deputati come anche nelle successive elezioni legislative del 2011.
Nel febbraio 2013, insieme ad altri membri del PSC, al Congresso dei Deputati ha votato, contro l'indicazione del Partito Socialista Operaio Spagnolo, a favore di un'iniziativa presentati da CiU e Sinistra Plurale (IU-ICV / EUiA-CHA) per consentire lo svolgimento di un referendum in Catalogna riguardo al suo futuro rapporto con il resto della Spagna. Il gruppo socialista ha sanzionato i deputati indisciplinati con 600 euro di multa.
Nel luglio 2014 è stata nominata Segretario degli studi e dei programmi nella Commissione esecutiva federale del PSOE.
Nelle elezioni legislative del 2015 è stato il numero due della lista del PSOE per Madrid pur essendo un membro del PSC in tandem con il Segretario Generale Pedro Sánchez. Oltre a coordinare il programma elettorale per le elezioni, Sánchez la incaricò di coordinare il gruppo di esperti che delineò la sua proposta per una riforma della Costituzione.
Batet è stata scelta da Pedro Sánchez per unirsi al nuovo governo che si è formato dopo la mozione di sfiducia che il PSOE ha presentato contro il precedente governo di Mariano Rajoy (PP), approvata dal Congresso dei Deputati il 1º giugno 2018. Batet ricopre, dal 7 giugno, la carica di Ministro della politica territoriale e della funzione pubblica, e dal 21 maggio 2019 quella di Presidente del Congresso dei Deputati.

## Vita privata
Nell'agosto 2005 si è sposata nella città cantabrica di Santillana del Mar con il deputato della Cantabria del Partito Popolare, José María Lassalle, con cui ha avuto due figlie gemelle, Adriana e Valeria, nate nel 2013 all'ospedale Gregorio Marañón de Madrid.  Hanno divorziato dieci anni dopo, nel maggio 2016.
Ha studiato danza classica e contemporanea, una delle sue passioni, ha spiegato in alcune delle sue interviste.